# Saison 2013 de la Super League
La Saison 2013 de la Super League (connu pour des raisons de partenariats comme la Stobart Super League XVII) est la dix-huitième saison de cette compétition depuis que celle-ci a été créée en 1996. Quatorze équipes joueront 27 journées de championnat (phase régulière), les huit meilleures d'entre elles seront qualifiées pour les phases finales, dans le but de se qualifier pour la grande finale et pouvoir gagner le trophée de la Super League. Le coup d'envoi officiel de la saison est le 1er février 2013.

## Équipes
| Franchise                      | Stade                    | Capacité | Localisation                                       |
| ------------------------------ | ------------------------ | -------- | -------------------------------------------------- |
| Bradford Bulls                 | Grattan Stadium          | 27 491   | Bradford, Yorkshire de l'Ouest, Angleterre         |
| Castleford Tigers              | The Jungle               | 11 750   | Castleford, Yorkshire de l'Ouest, Angleterre       |
| Dragons Catalans (saison 2012) | Stade Gilbert-Brutus     | 10 460   | Perpignan, Pyrénées-Orientales, France             |
| London Broncos                 | The Stoop                | 14 816   | Twickenham, Londres, Angleterre                    |
| Huddersfield Giants            | Galpharm Stadium         | 24 544   | Huddersfield, Yorkshire de l'Ouest, Angleterre     |
| Hull FC                        | KC Stadium               | 25 404   | Kingston-upon-Hull, Yorkshire de l'Est, Angleterre |
| Hull KR                        | New Craven Park          | 9 024    | Kingston-upon-Hull, Yorkshire de l'Est, Angleterre |
| Leeds Rhinos                   | Headingley Rugby Stadium | 22 250   | Leeds, Yorkshire de l'Ouest, Angleterre            |
| Salford City Reds              | The Willows              | 11 363   | Salford, Grand Manchester, Angleterre              |
| St Helens RLFC                 | Halton Stadium           | 13 350   | Widnes, Cheshire, Angleterre                       |
| Wakefield Wildcats             | Belle Vue                | 12 600   | Wakefield, Yorkshire de l'Ouest, Angleterre        |
| Warrington Wolves              | Halliwell Jones Stadium  | 13 024   | Warrington, Cheshire, Angleterre                   |
| Widnes Vikings                 | Halton Stadium           | 13 350   | Widnes, Cheshire, Angleterre                       |
| Wigan Warriors                 | DW Stadium               | 25 138   | Wigan, Grand Manchester, Angleterre                |

## Classement de la phase régulière
| Rang | Franchise           | J  | V  | N | D  | Pm  | Pe  | Diff | Pts |
| ---- | ------------------- | -- | -- | - | -- | --- | --- | ---- | --- |
| 1    | Huddersfield Giants | 27 | 21 | 0 | 6  | 851 | 507 | +344 | 42  |
| 2    | Warrington Wolves   | 27 | 20 | 1 | 6  | 836 | 461 | +375 | 41  |
| 3    | Leeds Rhinos        | 27 | 18 | 1 | 8  | 712 | 507 | +205 | 37  |
| 4    | Wigan Warriors      | 27 | 17 | 1 | 9  | 816 | 460 | +356 | 35  |
| 5    | St Helens RLFC      | 27 | 15 | 1 | 11 | 678 | 536 | +142 | 31  |
| 6    | Hull FC             | 27 | 13 | 2 | 12 | 652 | 563 | +89  | 28  |
| 7    | Dragons catalans    | 27 | 13 | 2 | 12 | 619 | 604 | +15  | 28  |
| 8    | Hull KR             | 27 | 13 | 0 | 14 | 642 | 760 | -118 | 26  |
| 9    | Bradford Bulls      | 27 | 10 | 2 | 15 | 640 | 658 | -18  | 22  |
| 10   | Widnes Vikings      | 27 | 10 | 2 | 15 | 695 | 841 | -146 | 22  |
| 11   | Wakefield Wildcats  | 27 | 10 | 1 | 16 | 660 | 749 | -89  | 21  |
| 12   | Castleford Tigers   | 27 | 9  | 2 | 16 | 702 | 881 | -179 | 20  |
| 13   | London Broncos      | 27 | 5  | 2 | 20 | 487 | 946 | -459 | 12  |
| 14   | Salford City Reds   | 27 | 6  | 1 | 20 | 436 | 953 | -517 | 11  |

|  | Qualifié pour les phases finales. |

Attribution des points : deux points sont attribués pour une victoire, un point pour un match nul, aucun point en cas de défaite.

|           | 1er tour des play offs | 1er tour des play offs          | 1er tour des play offs | |              |                                 |        | Demi-finales préliminaires | Demi-finales préliminaires |        |  |                     |                   | Demi-finales   | Demi-finales |  |  | Grande finale     | Grande finale |  |
|           |                        |                                 |                        | |              |                                 |        |                            |                            |        |  |                     |                   |                |              |  |  |                   |               |  |
|           |                        | QPO1 :                          |                        | |              |                                 |        |                            |                            |        |  |                     |                   |                |              |  |  |                   |               |  |
|           | 1                      | Huddersfield Giants             | 8                      | |              |                                 |        |                            |                            |        |  |                     |                   |                |              |  |  |                   |               |  |
|           | 4                      | Wigan Warriors                  | 22                     | |              |                                 |        | PSF1 :                     |                            |        |  |                     |                   |                |              |  |  |                   |               |  |
|           |                        |                                 |                        | |              |                                 |        | Huddersfield Giants        | 76                         |        |  |                     |                   |                |              |  |  |                   |               |  |
|           |                        | EPO1 :                          | EPO1 :                 | |              |                                 |        | Hull FC                    | 18                         |        |  |                     |                   | QSF1 :         | QSF1 :       |  |  |                   |               |  |
|           | 5                      | St Helens RLFC                  | 46                     | |              |                                 |        |                            |                            |        |  |                     |                   | Wigan Warriors | 22           |  |  |                   |               |  |
|           | 8                      | Hull KR                         | 10                     | |              |                                 |        |                            |                            |        |  |                     |                   | Leeds Rhinos   | 12           |  |  | GF :              | GF :          |  |
|           |                        |                                 |                        | |              |                                 |        |                            |                            |        |  |                     |                   |                |              |  |  | Warrington Wolves | 16            |  |
|           |                        | EPO2 :                          | EPO2 :                 | EPO2 : |              |                                 |        |                            |                            | QSF2 : |  |                     |                   | Wigan Warriors | 30           |  |  |                   |               |  |
|           | 6                      | Hull FC                         | 14                     | |              |                                 |        |                            |                            |        |  |                     | Warrington Wolves | 30             |              |  |  |                   |               |  |
|           | 7                      | Dragons Catalans                | 4                      | |              | PSF2 :                          | PSF2 : |                            |                            |        |  | Huddersfield Giants | 22                |                |              |  |  |                   |               |  |
|           |                        |                                 |                        | | Leeds Rhinos | 11                              |        |                            |                            |        |  |                     |                   |                |              |  |  |                   |               |  |
|           | QPO2 :                 | QPO2 :                          | QPO2 :                 | QPO2 : |              |                                 |        | St Helens RLFC             | 10                         |        |  |                     |                   |                |              |  |  |                   |               |  |
|           | 2                      | Warrington Wolves               | 40                     | |              |                                 |        |                            |                            |        |  |                     |                   |                |              |  |  |                   |               |  |
|           | 3                      | Leeds Rhinos                    | 20                     | |              |                                 |        |                            |                            |        |  |                     |                   |                |              |  |  |                   |               |  |
|           |                        |                                 |                        | \| Légende : \| \| Progression de l'équipe défaite \| \| Progression de l'équipe victorieuse \| \| Progression de l'équipe choisie \| |              |                                 |        |                            |                            |        |  |                     |                   |                |              |  |  |                   |               |  |
| Légende : |                        | Progression de l'équipe défaite |                        | Progression de l'équipe victorieuse                                                                                                   |              | Progression de l'équipe choisie |        |                            |                            |        |  |                     |                   |                |              |  |  |                   |               |  |

Semaine 1. Qualification/Elimination en phase finale : les rencontres sont déterminées suivant le classement des équipes de la saison régulière. Les équipes ayant obtenu un meilleur rang affrontant l'équipe ayant le moins bon rang. Les équipes ayant le meilleur rang reçoivent.
Semaine 2. Les demi-finales préliminaires : les rencontres sont déterminées suivant le classement des équipes de la saison régulière. Les équipes ayant obtenu un meilleur rang affrontant l'équipe ayant le moins bon rang. Les équipes ayant le meilleur rang reçoivent.
Semaine 3. Les demi-finales : les vainqueurs des précédentes phases qualificatives s'affrontent pour déterminer les deux finalistes. Les adversaires sont décidées en fonction du choix de l'équipe ayant obtenu le meilleur classement lors de la saison régulière entre les deux équipes ayant le moins bon classement. Ce sont les vainqueurs de la semaine 1 qui reçoivent.

## Prix
- Joueur de l'année : Danny Brough (Huddersfield Giants)
- Entraîneur de l'année : Paul Anderson  (St Helens RLFC)
- Franchise de l'année : St Helens RLFC
- Espoir de l'année : Ben Crooks (Hull FC)
- Meilleur marqueur d'essais : Josh Charnley (Wigan Warriors)